# Marco Antônio (Fußballspieler, 1963)
Marco Antônio Paes dos Santos (* 20. August 1963 in Araraquara) ist ein ehemaliger brasilianischer Fußballspieler.

## Karriere
Mit Sport Recife wurde er 1987 brasilianischer Meister. Im Jahr 1992 unterschrieb Antônio einen Vertrag beim japanischen Erstligisten Shimizu S-Pulse. Für Shimizu bestritt er insgesamt 18 Erstligaspiele. 1992 und 1993 erreichte er das Finale des J.League Cup.
Marco Antônio trat zudem für Associação Ferroviária de Esportes, SC Corinthians, SE Palmeiras, AA Internacional, Grêmio Esportivo Sãocarlense und ABC Natal an.

## Erfolge
Sport Recife
- Brasilianischer Meister: 1987